# C'est si bon
Pour l'album d'Arielle Dombasle, voir C'est si bon (album).
Clip vidéo
[vidéo] « Henri Betti - C'est si bon », sur YouTube
[vidéo] « Jean Marco - C'est si bon », sur YouTube
[vidéo] « Yves Montand - C'est si bon », sur YouTube
[vidéo] « Louis Armstrong - C'est si bon », sur YouTube
C'est si bon est une chanson d'amour française de jazz, composée en 1947 par Henri Betti avec des paroles d'André Hornez,. Elle est déposée à la Sacem le 18 août 1947, éditée par Paul Beuscher, et enregistrée pour la première fois en 1948 par Jean Marco, avec l'orchestre de Jacques Hélian chez Columbia Records. Ce classique de la chanson française et repris en particulier par Yves Montand (1948), et son adaptation anglaise, chantée notamment par Louis Armstrong, Dean Martin ou Barbra Streisand devient un standard de jazz international.

## Histoire
En juillet 1947, Henri Betti se trouve à Nice et doit aller rejoindre son père dans le centre de la ville pour jouer une partie de bridge. Pour s'y rendre, il passe sous les arcades de l'avenue de la Victoire et s'arrête devant la vitrine d’une boutique de lingerie féminine Scandale et c'est là que les neuf premières notes musicales de la chanson lui viennent en tête : fa, mi, mib, fa, sol, la, sol, fa, ré. Il écrit alors les notes sur une feuille de papier à musique pour pouvoir les jouer au piano à son retour chez lui au 52 rue des Ponchettes. Une fois rentré chez lui, il compose la mélodie en moins de dix minutes. Il monte ensuite à Paris et prend rendez-vous avec le parolier André Hornez à l’Hôtel Grand Powers au 52 rue François-Ier pour trouver un titre à sa chanson. André Hornez lui dit que le titre sera en trois syllabes et qu’il ira sur les trois premières notes. Le lendemain, il fait voir à Henri Betti une liste de dix titres en trois syllabes dont le dernier titre est C’est si bon. Henri Betti lui dit que c’est celui-là qu’il veut choisir mais André Hornez lui répond qu’il ne voulait pas le marquer parce qu’il y avait eu quelques années auparavant une chanson de Charles Trenet écrite pour le film Frédérica qui s’appelait C’est Bon. Henri Betti lui dit que le si fera toute la différence.
Sous le conseil de son éditeur Roger Seiller de la maison d'éditions Paul Beuscher, il propose la chanson à Yves Montand ainsi que Mais qu’est-ce que j’ai ? qu'il avait écrite avec des paroles d'Édith Piaf et déposée à la Sacem le même jour. Le 10 octobre 1947 au Théâtre de l'Étoile, Yves Montand chante Mais qu'est-ce que j'ai ? mais ne chante pas C'est si bon car il pense qu'elle n'est pas dans son style. En attendant que l'éditeur de la chanson lui propose un autre interprète, Henri Betti la chante lui-même au restaurant La Réserve à Nice le soir en musique d’ouverture et de clôture des services. En janvier 1948, l'éditeur dit à Henri Betti qu'il va d'abord faire jouer la chanson par l'orchestre de Jacques Hélian pour la radio. Le disque est enregistré le mois suivant et interprété par Jean Marco.
En février 1948, l'éditeur Paul Beuscher propose la chanson à Suzy Delair pour la chanter lors du premier Nice Jazz Festival. Elle chante la chanson accompagnée au piano par Jean Marion le samedi 28 février dans le Salon Royal de l'Hôtel Negresco dans une jam session nommée La Nuit de Nice où est présent Louis Armstrong qui adore la chanson. Le 26 juin 1950, il enregistre la version américaine de la chanson avec l’orchestre de Sy Oliver à New York. À sa sortie, le disque connaît un succès international et la chanson est ensuite reprise par les plus grands chanteurs internationaux. En novembre 1955, il chante la chanson en duo avec Guylaine Guy en étant accompagné au piano par Jean-Michel Damase à l'émission de radio française Avant-Premières.
En décembre 1948, Lucien Jeunesse chante la chanson avec l'orchestre de Jacques Météhen dans la revue Exciting Paris d'Henri Varna et Marc-Cab qui est présentée au Casino de Paris.
En mars 1950, Sylvie St. Clair interprète la version anglaise de la chanson avec l'orchestre de Debroy Somers (en) dans la revue Latin Quarter 1950 de Robert Nesbitt (theatre director) (en) qui est présentée au London Casino.
En novembre 1950, Eartha Kitt chante la chanson en français avec l’orchestre cubain de Rudy Castell à l'inauguration du club Le Perroquet dirigé par Frede au 49 rue de Ponthieu auquel assistent Rita Hayworth et son mari Ali Khan. Prise par le trac, elle oublie des paroles et en improvise de nouvelles à la fin. En 1953, elle enregistre la chanson avec ses paroles improvisées pour son album That Bad Eartha (en) avec l'orchestre d'Henri René (en). Un an après, elle chante la chanson dans New Faces (film) (en). Cette chanson sera l'un des plus grands succès de son répertoire.
En 1979, André Hornez écrit des nouvelles paroles pour la version de Watusi qui chante la chanson dans la revue Frénésie présentée au Moulin-Rouge qui célèbre son 90ème anniversaire.

## Liste des pistes
78 tours — Columbia DF 3232 enregistré le 18 février 1948 avec une orchestration de Jacques Hélian.
A. C'est si bon
B. Au Chili (musique et paroles de Loulou Gasté)

## Chronologie
Le 18 janvier 1948, Jean Marco crée la chanson avec l'orchestre de Jacques Hélian pour la station de radio Programme Parisien de la Radiodiffusion française.
Le 26 février 1948, Lucien Jeunesse enregistre la chanson avec l'orchestre d'Émile Prud'homme.
Le 5 mai 1948, les sœurs Étienne l'enregistrent avec l’orchestre de Raymond Legrand. En 1965, elles l'enregistrent de nouveau mais avec une orchestration de Paul Erel.
Le 7 mai 1948, Yves Montand l’enregistre avec l’orchestre de Bob Castella. En 1964, il enregistre de nouveau la chanson mais avec une orchestration d'Hubert Rostaing pour son album Le Paris de...
La même année, Bernard Hilda enregistre la chanson avec son orchestre. Sur l'autre face du disque, il enregistre une autre chanson composée par Henri Betti la même année : Mais qu’est-ce que j’ai ? (paroles d'Édith Piaf).
Le 30 mars 1950, Jean Sablon enregistre la version anglaise de la chanson à Londres avec l'orchestre de Woolf Phillips. Le 23 novembre de la même année, il enregistre la version française à Buenos Aires avec l'orchestre d'Emil Stern.
En 1951, Dolores Gray chante la chanson en anglais dans le court-métrage Holiday in Paris : Paris.
En 1954, Eddie Constantine enregistre la chanson en français avec l'orchestre de Herman Garst.
En 1957, Nat King Cole chante la chanson en anglais avec l'orchestre de Nelson Riddle dans une émission de The Nat King Cole Show.
En 1958, Caterina Valente enregistre la chanson en anglais avec l'orchestre de Kurt Edelhagen (en) pour son album A Toast To The Girls.
En 1962, Dean Martin enregistre la chanson en anglais avec des arrangements musicaux de Neal Hefti pour son album French Style (en) où il reprend plusieurs chansons populaires françaises.
En 1966, Barbra Streisand enregistre la chanson en anglais avec des arrangements musicaux de Michel Legrand (fils de Raymond Legrand) pour son album Color Me Barbra (en) qui est promu dans une émission télé en couleur sur CBS le 30 mars 1966.
En 1978, Madleen Kane et Rhoda Scott enregistrent chacune une version disco de la chanson en version bilingue.
En 1988, Rita Lee enregistre la chanson en portugais avec des paroles de Roberto de Carvalho (pt) pour son album Zona Zen (álbum de Rita Lee) (pt). Le titre de la chanson devient Cecy Bom.
En 1992, Take 6 enregistre une version a cappella de la chanson en version bilingue pour une publicité sur une eau de toilette d'Yves Saint Laurent.
En 1993, Abbey Lincoln enregistre la chanson en français accompagnée par Hank Jones au piano pour son album When There Is Love.
En 1995, Sophie Darel enregistre la chanson en français avec Évelyne Leclercq pour son l'album C'était les Années Bleues où Sophie Darel enregistre également en français Maître Pierre avec Pierre Perret.
En 2003, Lisa Ono enregistre en français une version Bossa nova de la chanson avec des arrangements musicaux de Mario Adnet (pt) pour son album Dans Mon Île où elle reprend plusieurs chansons populaires françaises.
En 2006, Arielle Dombasle enregistre la chanson en version bilingue avec des arrangements musicaux de Jean-Pascal Beintus pour son album C'est si bon.
En 2012, Bob Sinclar enregistre un remix de la chanson avec la voix d'Yves Montand qui est utilisée dans une publicité pour un sandwich McDonald's.
En 2014, Maximilien Philippe enregistre en français une version rock de la chanson qui est utilisée dans une publicité pour une voiture Renault Clio.
En 2020, Thomas Dutronc enregistre la chanson en trio avec Iggy Pop et Diana Krall pour son album Frenchy où il reprend plusieurs standards de jazz.
En 2022, Nikki Yanofsky enregistre la chanson pour son album Nikki by Starlight huit ans après l'avoir chanté au Nice Jazz Festival qui était le festival où Suzy Delair avait fait découvrir la chanson à Louis Armstrong en 1948.

## Adaptations
En 1949, Giacomo Mario Gili (it) et Nino Rastelli (it) écrivent les paroles italiennes et la chanson est enregistrée par Natalino Otto avec l'orchestre de Luciano Zuccheri en mars 1949. Le titre de la chanson devient Tutto è Bello.
La même année, Jerry Seelen écrit les paroles anglaises et la chanson est enregistrée par Johnny Desmond (en) avec l'orchestre de Tony Mottola en janvier 1950. Le titre de la chanson n'est pas traduit en anglais. En 1963, Allan Sherman écrit d'autres paroles anglaises pour sa version qu'il nomme I See Bones.
En 1950, Ralph Maria Siegel écrit les paroles allemandes et la chanson est enregistrée par Rita Gallos avec l'orchestre de Kurt Edelhagen (de) en mai 1950. En 1974, Jef Van Maria écrit d’autres paroles allemandes pour sa version qu’il nomme T’Es Zu Goed. En 1985, Adrian Wolf écrit d'autres paroles allemandes sous le pseudonyme Thore Holgerson pour la version de Mireille Mathieu.
La même année, Avraham Broshi écrit les paroles hébreux et la chanson est enregistrée par Israël Itzhaki.
La même année, Jimmy Makulis écrit les paroles grecs pour sa version qu’il nomme Ti Kala.
La même année, Kullervo (sanoittaja) (fi) écrit les paroles finnoises et la chanson est enregistrée par Maire Ojonen (fi) avec l'orchestre de George de Godzinsky. Le titre de la chanson devient Hyvä On Olla Luonasi.
La même année, Gösta Rybrant (sv) écrit les paroles suédoises pour l'enregistrement de la chanson par Gustaf Torrestad (sv) avec l'orchestre de Thore Jederby (sv). Le titre de la chanson n'est pas traduit pour cette version. En 1980, Gösta Wälivaara (sv) écrit d'autres paroles suédoises pour la version de Janne Carlsson et le titre de cette version devient Långkalsong. En 1995, Claes Eriksson (sv) écrit d'autres paroles suédoises pour la version de Peter Rangmar (sv) avec l'orchestre de Den ofattbara orkestern (sv) et le titre de cette version devient Direktör.
En 1951, Augusto Alguero écrit les paroles espagnoles et la chanson est enregistrée par Ana María González (cantante mexicana) (es). Le titre de la chanson devient Es Mejor. En 2010, Eva Cortés (es) écrit d’autres paroles espagnoles pour sa version qu’elle nomme Qué Es Mejor.
En 1952, Henryk Rostworowski (pl) écrit les paroles polonaises pour l'enregistrement de Marta Mirska (pl) avec l'orchestre de Wiesław Machan (pl). En 1999, Jeremi Przybora (pl) écrit d’autres paroles polonaises pour l’enregistrement de Krystyna Janda. En 2000, Wojciech Młynarski écrit d'autres paroles polonaises pour la version d'Irena Santor. Le titre de la chanson n'est pas traduit en polonais.
La même année, Tokiko Iwatani (en) écrit les paroles japonaises et la chanson est enregistrée par Fubuki Koshiji (en). En 1978, Jun'ichi Nakahara écrit d'autres paroles japonaises pour la version de Yukihiro Takahashi. Le titre de la chanson n'est pas traduit en japonais.
En 1954, Mickey Katz (en) écrit les paroles yiddish pour sa version qu’il nomme Ces-Tzi-Bon.
En 1957, Emilia Alexandrova écrit les paroles russes et la chanson est enregistrée par Nina Dorda (en). Le titre de la chanson devient Xopowo.
En 1958, Otto Leisner (da) écrit les paroles danoises sous le pseudonyme Stig Lange et la chanson est enregistrée par Lørdagspigerne (da). Le titre de la chanson n'est pas traduit en danois.
En 1974, Klaane Jan écrit les paroles luxembourgeoises pour sa version avec l'orchestre de Roland Thyssen (nl). Le titre de la chanson devient T'Ess Zu Goot.
En 1978, Vécsey Ernő (hu) écrit les paroles hongroises et la chanson est enregistrée par Záray Márta (hu). Le titre de la chanson devient Vártam Rád.
En 1984, Alla Baïanova écrit les paroles roumaines pour sa version qu’elle nomme Ce Frumos.
En 1988, Rita Lee écrit les paroles portugaises pour sa version qu’elle nomme Cecy Bom. En 2016, Izabella Rocha écrit d'autres paroles portugaises pour sa version qu'elle nomme É Tão Bom.
En 1990, Lauri Leesi (et) écrit les paroles estoniennes et la chanson est enregistrée par Jaak Joala. Le titre de la chanson devient See On Nii Hea.
En 1998, Koen Crucke écrit les paroles néerlandaises pour sa version qu’il nomme Af En Toe.

## Reprises
- Aimable
- Peter Alexander
- Herb Alpert
- Ed Ames (en)
- Marcel Amont
- Payer András (hu)
- Maurice André
- Lisa Angell
- Paul Anka
- Ann-Margret
- Ray Anthony
- Luis Arcaraz (es)
- Tina Arena
- Louis Armstrong
- Svend Asmussen
- Liane Augustin
- Jean-Pierre Aumont
- Louie Austen (en)
- Chie Ayado (de)
- Justyna Bacz
- Alla Baïanova
- Michał Bajor
- Chet Baker
- Joséphine Baker
- Kenny Baker
- Karyn Balm
- Freddy Balta
- Hanna Banaszak (en)
- Eddie Barclay
- Emilie-Claire Barlow
- Kary Barnet (de)
- Joss Baselli
- Gianni Basso (en)
- Ben l'Oncle Soul
- Pete Wyoming Bender (de)
- Tex Beneke
- Norma Bengell
- Benkó Dixieland Band (hu)
- Iris Berben
- Polly Bergen
- Mélanie Bernier
- Raymond Berthiaume (en)
- Henri Betti
- Acker Bilk
- Willy Bischof (de)
- Big Bill Bissonnette (en)
- Stanley Black
- Georges Blaness
- Lucky Blondo
- Jonny Blu (en)
- Melanie Bong (en)
- Lillian Boutté (en)
- Keco Brandão (pt)
- Joshua Breakstone (en)
- Anita Briem
- Buddha Bar
- Papa Bue (en)
- Sam Butera
- Max Bygraves (en)
- Don Byron
- Anda Călugăreanu (ro)
- Tisha Campbell
- Cécilia Cara
- Caravelli
- Frankie Carle
- Gunhild Carling
- Janne Carlsson
- Ralph Carmichael
- René Carol
- Émile Carrara
- Michel Cassez
- Carmen Cavallaro
- Pierre Cavalli (de)
- André Ceccarelli
- Roland Cedermark (fi)
- Stefania Cento (it)
- The Chantels
- Maurice Chevalier
- Corina Chiriac (en)
- Petula Clark
- Robert Clary
- Jean Claudric
- Nat King Cole
- Buddy Collette
- Alix Combelle
- Perry Como
- Eddie Constantine
- Ian Cooper (violinist) (en)
- Annie Cordy
- Corneille
- Eva Cortés (es)
- Bing Crosby
- Bob Crosby
- Ivon Curi (pt)
- Sophie Darel
- Francis Darizcuren
- Maxwell Davis
- Jula De Palma
- Angelo Debarre
- Joey Dee and the Starliters
- Christian Delagrange
- Suzy Delair
- Hector Delfosse
- Karine Deshayes
- Johnny Desmond (en)
- Rolande Désormeaux
- Manu Dibango
- Évelyne Didi
- Marlene Dietrich
- Sacha Distel
- Les Gam's
- Larissa Dolina
- Arielle Dombasle
- Arne Domnérus
- Tommy Dorsey
- Dream Express
- Angèle Durand
- Paul Durand
- Matt Dusk
- Thomas Dutronc
- Berndt Egerbladh (en)
- Vadim Eilenkrig (de)
- Larry Elgart
- Javier Elorrieta (es)
- Elskamp Brothers (nl)
- Chiemi Eri
- Les Sœurs Étienne
- Tatiana Eva-Marie (en)
- George Evans (bandleader) (en)
- Bent Fabricius-Bjerre
- Duo Fasano
- Rick Fay (en)
- Franck Fernandel
- Boulou et Elios Ferré
- George Feyer (en)
- Pete Fountain
- Renée Franke
- Stan Freberg
- Jane Froman
- Leo Fuld
- Laura Fygi
- Wolf Gabbe (de)
- Stig Gabrielson (sv)
- Galenskaparna och After Shave (en)
- Garou
- Ray Gelato (en)
- Genevieve (actress) (en)
- Isabelle Georges
- Geraldo (bandleader) (en)
- Roland Gerbeau
- Fernand Gignac
- Caesar Giovannini (en)
- Yvette Giraud
- Will Glahé (en)
- Ilja Glusgal
- Ana María González (cantante mexicana) (es)
- Benny Goodman
- Anny Gould
- Graffiti6 (en)
- Gerri Granger (en)
- Earl Grant (en)
- Stéphane Grappelli
- Dolores Gray
- Max Greger
- Grégoire
- Roman Gregory (de)
- Nana Gualdi
- Curt Haagers (en)
- Alexander Hacke
- Willy Hagara
- Bob Haggart
- Bengt Hallberg (en)
- Alfred Hause
- Margot Hielscher
- Earl Hines
- Anita Hirvonen (fi)
- Nancy Holloway
- Carl Holmberg (sångare) (sv)
- Clint Holmes (en)
- The Hot Sardines
- Roland Hug
- In-Grid
- Irakli
- Ahmad Jamal
- Jammin'Zeb (ja)
- Lucien Jeunesse
- Jaak Joala
- Jill Jones
- Tom Jones
- Georges Jouvin
- Harald Juhnke (en)
- Florence K
- Mac Kac
- Bert Kaempfert
- Madleen Kane
- Mickey Katz (en)
- Grethe Kausland
- Kaya (Japanese musician) (en)
- Danny Kaye
- Sammy Kaye
- Bevlyn Khoo (en)
- Rebecca Kilgore (en)
- Lisa Kirk (en)
- Eartha Kitt
- Earl Klugh
- Hildegard Knef
- Jana Kocianová (sk)
- James Komack
- János Kőrössy (en)
- Miharu Koshi (en)
- Fubuki Koshiji (en)
- Diana Krall
- Peter Kraus
- Maren Kroymann
- Paul Kuhn
- Charlie Kunz (en)
- Sonia Lacen
- Biréli Lagrène
- Detlev Lais
- Valto Laitinen (fi)
- Pierre Lalonde
- Abbe Lane
- Dorota Lanton
- Maurice Larcange
- James Last
- Steve Lawrence
- Yank Lawson (en)
- Amanda Lear
- Évelyne Leclercq
- Rita Lee
- Virginia Lee
- Michel Legrand
- Jo Lemaire
- Nathalie Lermitte
- Charles Level
- Abbey Lincoln
- Gitta Lind
- Didier Lockwood
- Gina Lollobrigida
- Lørdagspigerne (da)
- Halie Loren (en)
- Joe Loss
- Camille Lou
- Bruce Low
- The Lucky Duckies (pt)
- Awa Ly
- Gisele MacKenzie
- Shirley MacLaine
- Elizabeth MacRae (en)
- Charles Magnante (en)
- Jeane Manson
- Guy Marchand
- Jean Marco
- Luis Mariano
- René Marie (en)
- Maria Markesini (en)
- Záray Márta (hu)
- Claire Martin (singer) (en)
- Dean Martin
- Jacques Martin
- Nicole Martin
- Ray Martin (orchestra leader) (en)
- Skip Martin (en)
- Mireille Mathieu
- Mimie Mathy
- Kazuko Matsuo (de)
- Jean-Baptiste Maunier
- Paul Mauriat
- Zappy Max
- Tina May
- Bill McGuffie (en)
- Johnny Meijer (en)
- George Melachrino (en)
- Karin Mensah
- Leon Merian (en)
- Wiesław Michnikowski
- Tássia Minuzzo
- Marta Mirska (en)
- Eddy Mitchell
- Isaac Mizrahi
- Anna Mjöll (en)
- Yves Montand
- Jane Morgan
- Buddy Morrow
- Don Most
- Tony Mottola
- Pierre Moure
- Moustache
- François Moutin
- Micheller Myrtill (hu)
- Wayne Newton
- Ivo Niehe (en)
- Bodil Niska (en)
- Ingmar Nordströms (en)
- Jacques Normand
- Maire Ojonen (fi)
- Lisa Ono
- Hazy Osterwald
- Niels-Henning Ørsted Pedersen
- Frankie Ortega (en)
- Anne Sofie von Otter
- Natalino Otto
- Patti Page
- Mélanie Pain
- Lefteris Pantazis (en)
- Papa Bue's Viking Jazzband (de)
- Nicki Parrott (en)
- Jean-Claude Pascal
- Patachou
- Marisa Pavan
- Barbara Marie-Louise Pavelka
- Rita Pavone
- Freda Payne
- Michel Pellegrino
- Peters Sisters
- Maximilien Philippe
- Iggy Pop
- Miguel Poveda
- Pérez Prado
- Lloyd Price
- Jo Privat
- Émile Prud'homme
- Michel Pruvot
- Sun Ra
- Radio Berlin Tanzorchester (de)
- Trio Raisner
- Peter Rangmar (sv)
- Marc Reift
- Lulu Reinhardt (de)
- Line Renaud
- Cliff Richard
- Red Richards
- Gérard Rinaldi
- Gale Robbins
- Jimmy Rosenberg
- Annie Ross
- Tino Rossi
- Jean Sablon
- Sandler and Young (en)
- Irena Santor
- Irina Sârbu (ro)
- Damien Sargue
- Valéria Sattamini (pt)
- Michael Schanze
- Freddy Schauwecker
- Manfred Schneider
- Janne Schra (nl)
- Fritz Schulz-Reichel (en)
- Hazel Scott
- Rhoda Scott
- Phil Seamen
- Patrick Sébastien
- Janet Seidel (en)
- Ilya Serov (en)
- Charlie Shavers
- Allan Sherman
- Roberta Shore (en)
- Victor Silvester (en)
- Bebu Silvetti
- Sinclair
- Bob Sinclar
- Smaïn
- Sonora Matancera
- Fela Sowande
- Stjepan Jimmy Stanić (hr)
- Jiří Štědroň (cs)
- Lou Stein (en)
- Joscho Stephan
- April Stevens
- Hugo Strasser (de)
- Barbra Streisand
- Les Sunlights
- Yukihiro Takahashi
- Take 6
- Diane Tell
- Jacky Terrasson
- Aoi Teshima
- Henry Theel (en)
- Gilles Thibaut
- Marcel Thielemans
- Marc Thomas
- Charles Thompson (jazz)
- The Three Suns (en)
- Roland Thyssen (nl)
- Gustaf Torrestad (sv)
- Vico Torriani
- André Toussaint (en)
- Conway Twitty
- Atakan Ünüvar (tr)
- Oscar Valdambrini (en)
- Frank Valdor (en)
- Caterina Valente
- Caroll Vanwelden (de)
- Billy Vaughn
- Ray Ventura
- André Verchuren
- Sandor Vidak (nl)
- Lily Vincent
- Maria Vincent
- Bobby Vinton
- Vlaams Radio Koor (nl)
- Roch Voisine
- Sylvia Vrethammar
- Dionne Warwick
- Horst Wende (en)
- Gerhard Wendland
- Fred Weyrich
- Justin Wilson (chef) (en)
- Gustav Winckler
- Konrad Wissmann (de)
- Rikard Wolff
- Klaus Wunderlich
- Nikki Yanofsky
- Pia Zadora
- Cserháti Zsuzsa (hu)
- Gyurkovics Zsuzsa (hu)
- Mike Zubi (es)

## Au cinéma, musique de film
- 1948 : Rythmes de Paris d'Henri Verneuil. Interprète : Jean Marco.
- 1951 : Compositeurs et Chansons de Paris d'Henri Verneuil. Fredonnée par André Tabet.
- 1951 : Holiday in Paris : Paris de John Nasht. Interprète : Dolores Gray.
- 1953 : Trois Hommes et un piano d'André Berthomieu. Interprète : Henri Betti.
- 1953 : Soyez les bienvenus de Pierre-Louis. Version instrumentale.
- 1953 : Le Portrait de son père d'André Berthomieu. Version instrumentale.
- 1953 : Les Amants de Villa Borghese (Villa Borghese) de Gianni Franciolini. Version instrumentale.
- 1953 : Nous les femmes (Siamo Donne) d'Alfredo Guarini. Version instrumentale.
- 1954 : New Faces (film) (en) d’Harry Horner. Interprète : Eartha Kitt.
- 1955 : Rommel's Treasure (en) de Romolo Marcellini. Version instrumentale.
- 1955 : Sam and Friends (en) (épisode C'est Si Bon) de Jim Henson. Interprète : Stan Freberg.
- 1957 : Rendez-vous avec Maurice Chevalier n°2 de Maurice Régamey. Fredonnée par Maurice Chevalier.
- 1957 : Poyot Ives Montand de Mikhail Slutsky et Sergueï Ioutkevitch. Interprète : Yves Montand.
- 1957 : Satchmo the Great (en) d'Edward R. Murrow. Interprète : Louis Armstrong.
- 1957 : Ariane (Love in the Afternoon) de Billy Wilder. Version instrumentale.
- 1957 : Rascel-Fifi (it) de Guido Leoni. Fredonnée par Renato Rascel.
- 1958 : Zycie jest Piekne de Tadeusz Makarczyński (pl). Interprète : Louis Armstrong.
- 1959 : State Trooper (TV series) (en) (épisode The Girl on Cloud Nine) de Richard Irving. Interprète : Gale Robbins.
- 1959 : Le Miroir aux alouettes (Costa Azzurra) de Vittorio Sala. Fredonnée par Alberto Sordi.
- 1961 : Les Joyeux Fantômes (Fantasmi a Roma) d'Antonio Pietrangeli. Fredonnée par un figurant.
- 1962 : Two Tickets to Paris de Greg Garrison (en). Interprètes : Joey Dee and the Starliters.
- 1963 : Le Magot de Josefa de Claude Autant-Lara. Version instrumentale.
- 1963 : La Voix dans le Verre de Lazare Iglésis. Version instrumentale.
- 1964 : Le Fugitif (The Fugitive) (épisode World's End) de Robert Butler. Version instrumentale.
- 1964 : L'Homme à la Rolls (Burke's Law) (épisode Who Killed Snooky Martinelli ?) de Robert Ellis Miller. Interprète : Gene Barry.
- 1965 : Les Monstres (The Munsters) (épisode Lily Munster, Girl Model) d'Earl Bellamy. Version instrumentale.
- 1965 : Ma sorcière bien-aimée (Bewitched) (épisode A Change of Face) de William Asher. Version instrumentale.
- 1965 : Match contre la vie (Run for your Life) (épisode The Girl Next Door Is A Spy) de Leslie H. Martinson.
- 1966 : Color Me Barbra (en) de Dwight Hemion (en) et Roland Vance. Interprète : Barbra Streisand.
- 1967 : Gomer Pyle, U.S.M.C. (en) (épisode Lou-Ann Poovie Sings Again) de Coby Ruskin. Interprète : Elizabeth MacRae (en).
- 1972 : Monty Python's Flying Circus (épisode The Cycling Tour) de Ian MacNaughton. Version instrumentale.
- 1973 : Nostalgie-Schlager der 50er Jahre de Dieter Wendrich (de). Interprète : Gitta Lind.
- 1974 : Tremblement de terre (Earthquake) de Mark Robson. Version instrumentale.
- 1975 : Columbo (épisode Troubled Waters) de Ben Gazzara. Version instrumentale.
- 1976 : Una mariposa en la noche (es) d'Armando Bo. Interprète : Yves Montand.
- 1977 : Silvestr 1977 de Ján Roháč. Interprètes : Milan Lasica (sk), Július Satinský (sk) et Jana Kocianová (sk).
- 1978 : Fedora de Billy Wilder. Fredonnée par Marthe Keller.
- 1979 : Shirley MacLaine at the Lido de Dwight Hemion (en). Interprètes : Shirley MacLaine et Tom Jones.
- 1981 : Perry Como's French-Canadian Christmas de Jeff Margolis. Interprètes : Perry Como et Diane Tell.
- 1982 : Mit Musik Geht Alles Besser d'Ekkehard Böhmer (de). Interprète : Jean-Claude Pascal.
- 1982 : All By Myself : The Eartha Kitt Story de Christian Blackwood (en). Interprète : Eartha Kitt.
- 1985 : Magnum (Magnum, P.I.) (épisode The Man from Marseilles) de John Llewellyn Moxey. Version instrumentale.
- 1987 : Dans la Grand-Rue avec la fanfare (Po glavnoy ulitse s orkestrom) de Piotr Todorovski. Fredonnée par Oleg Menchikov.
- 1989 : American Masters (épisode Satchmo) de Gary Giddins (en) et Kendrick Simmons. Interprète : Louis Armstrong.
- 1994 : Ladri di cinema de Piero Natoli. Interprète : Yves Montand.
- 1995 : Faust (de) (épisode Tödliche Route) de Michael Mackenroth. Interprète : Eartha Kitt.
- 1995 : Lyckad nedfrysning av herr Moro (revy) (sv) de Claes Eriksson (sv). Interprète : Peter Rangmar (sv).
- 1996 : Mad Dogs (Mad Dog Time) de Larry Bishop. Interprète : Dean Martin.
- 1996 : Chloé de Dennis Berry. Interprète : Louis Armstrong.
- 1996 : Une nounou d'enfer (The Nanny) (épisode A Pup in Paris) de Dorothy Lyman. Interprète : Eartha Kitt.
- 1997 : Transatlantique de Christine Laurent. Interprète : Évelyne Didi.
- 1997 : Monsieur Montand de Claude Druhot et Gilbert Kahn. Interprète : Yves Montand.
- 1998 : Hilda Furacão (épisodes 26, 27, 28 et 29). Interprète : Eartha Kitt.
- 1998 : Beautiful Sunday de Tetsuya Nakashima. Interprète : Mamako Yoneyama.
- 1999 : Balko (épisode Verkaufte Unschuld) d'Andy Bausch. Interprète : Eartha Kitt.
- 2001 : Dean Martin : That's Amore de David Leaf (en) et John Scheinfeld. Interprète : Dean Martin.
- 2002 : Laurel Canyon de Lisa Cholodenko. Interprète : Eartha Kitt.
- 2003 : Tout peut arriver (Something’s Gotta Give) de Nancy Meyers. Interprète : Eartha Kitt.
- 2003 : Cuéntame cómo pasó (épisode Arde Paris) d'Agustín Crespi. Interprète : Yves Montand.
- 2003 : Cuéntame cómo pasó (épisode La Larga Noche del Maletín) d'Agustín Crespi. Interprète : Louis Armstrong.
- 2006 : En uppstoppad hund de Kristina Humle (sv). Interprète : Stig Gabrielson (sv).
- 2007 : Détrompez-vous de Bruno Dega. Interprète : Dean Martin.
- 2007 : Tourbillons de Laís Bodanzky. Interprète : Norma Bengell.
- 2009 : Rita Rocks (épisode What's Love Got to Do with It) de Lynn M. McCracken. Interprète : Tisha Campbell.
- 2009 : Caras & Bocas (épisode 1, saison 1) d'Ary Coslov (pt). Interprète : Rita Lee.
- 2011 : Fantômes et Cie de Yann Samuell. Interprètes : Graffiti6 (en).
- 2011 : Herr Alsmann trifft Frau Hielscher de Klaus Michael Heinz (de). Interprète : Margot Hielscher.
- 2011 : Ivo Livi, dit Yves Montand de Patrick Rotman. Interprète : Yves Montand.
- 2011 : Empreintes (épisode Brasseur, père et fils) d'Anne Andreu. Interprète : Yves Montand.
- 2013 : Le Loup de Wall Street (The Wolf of Wall Street) de Martin Scorsese. Interprète : Eartha Kitt.
- 2014 : Mulheres de Abril (pt) (épisode Uma Familia Transmontana) d'Henrique Oliveira. Interprète : Eartha Kitt.
- 2014 : Miss Sixty (de) de Sigrid Hoerner (de). Interprètes : Iris Berben et Alexander Hacke.
- 2014 : X-Men: Days of Future Past de Bryan Singer. Interprète : Eartha Kitt.
- 2014 : Altman (film) (en) de Ron Mann (en). Interprète : Yves Montand.
- 2015 : Mad Men (épisode New Business) de Michael Uppendahl (en). Interprète : Yves Montand.
- 2016 : End of a Gun (en) de Keoni Waxman. Fredonnée par Ovidiu Niculescu (ro).
- 2016 : Absolutely Fabulous, le film (Absolutely Fabulous : The Movie) de Mandie Fletcher (en). Interprète : Eartha Kitt.
- 2017 : Le Grand Jeu (Molly's Game) d'Aaron Sorkin. Interprète : Eartha Kitt.
- 2017 : Lorraine Hansberry: Sighted Eyes/Feeling Heart (en) de Tracy Heather Strain. Interprète : Eartha Kitt.
- 2018 : Le Dog Show de Raja Gosnell. Fredonnée par Stanley Tucci.
- 2018 : Le Maître du Haut Château (The Man in the High Castle) (épisode Kasumi) de Jennifer Getzinger (en). Interprète : Marlie Collins.
- 2019 : Huge en France (Huge in France) (épisode 5) d'Andrew Mogel et Jarrad Paul. Interprète : Guy Marchand.
- 2019 : The Apollo de Roger Ross Williams. Interprète : Eartha Kitt.
- 2020 : Emily in Paris (épisode An American Auction in Paris) de Peter Lauer (en). Interprète : Eartha Kitt.
- 2020 : The Crown (épisode The Hereditary Principle) de Jessica Hobbs. Interprète : Dean Martin.
- 2021 : Montand est à nous d'Yves Jeuland. Interprète : Yves Montand.
- 2022 : Maigret de Patrice Leconte. Interprète : Mélanie Bernier et Pierre Moure.
- 2022 : Blockbuster (en) (épisode King of Queens) de Vanessa Ramos. Interprète : Eartha Kitt.

## Publicités
- 1972 : Grapillon utilise la chanson pour leur jus de raisins rouges.
- 1980 et 1982 : Mont Blanc utilise la chanson pour leur crème de dessert.
- 1983, 1985 et 1987 : Simmons Bedding Company (en) utilise la chanson pour leurs matelas.
- 1990 et 1992 : Yves Saint Laurent utilise la version de Jill Jones pour leur eau de toilette Jazz et la version de Take 6 pour leur eau de toilette Jazz Prestige.
- 1993 : Hautes-Pyrénées utilise la chanson pour leurs stations de ski.
- 1994 : Cidou utilise la chanson pour leur jus de fruits Cidorange.
- 1999 et 2000 : William Saurin utilise la chanson pour leurs plats cuisinés.
- 2005 et 2006 : LU utilise la chanson pour leur gâteau moelleux Vandame.
- 2007 : Jacques Vabre utilise la chanson pour leurs cafés Costa Rica et Pérou.
- 2012 : Pierre Fabre utilise la chanson pour leur médicament Cetavlon.
- 2012 : McDonald's utilise la version de Bob Sinclar pour leur sandwich McBaguette.
- 2013, 2020 et 2023 : Géramont utilise la chanson pour leur fromage C'est bon.
- 2013 : Harrys utilise la version de Louis Armstrong pour leur pain de mie Beau et Bon.
- 2013 : Palmolive utilise la chanson pour leur crème de douche Gourmet.
- 2014 : Grey Goose utilise la version d'Eartha Kitt pour leur bouteille de vodka The Gift.
- 2014 : Renault utilise la version de Maximilien Philippe pour leur voiture Renault Clio IV.
- 2015 : Beats Electronics utilise la version d'Eartha Kitt pour leur casque audio Solo2 Wireless.
- 2016 et 2017 : Crédit agricole utilise la chanson pour leur banque Credit Agricole Bank Polska.
- 2018 : Sabon utilise la version de Dean Martin pour leur savon La Sabongerie.
- 2018 : Jumbo utilise la version d'Eartha Kitt pour leur salade verte mexicaine et de melon d'eau.
- 2021 : La Fédération nationale des chasseurs utilise la chanson pour leur campagne de publicité.
- 2021 : Cisowianka (woda butelkowana) (pl) utilise la version d'Eartha Kitt pour leur eau en bouteille Perlage.
- 2022 : Aldar Properties (en) utilise la version d'Emilie-Claire Barlow pour leurs résidences Louvre Abu Dhabi.

## Anecdote
En 1987, Pierre Vassiliu écrit et enregistre une chanson qui porte le même titre.